# Bezvučni velarni frikativ
Bezvučni velarni frikativ suglasnik je koji postoji u nekim jezicima, a u međunarodnoj fonetskoj abecedi za njega se koristi simbolom [x].
Glas postoji u standardnom hrvatskom i u većini dijalekata, ali u nekima je izgubljen; standardni pravopis hrvatskog jezika koristi se simbolom h, (vidjeti slovo h). Izgovor glasa u standardu varira, kod nekih je bliži bezvučnom glotalnom frikativu /h/.
Glas postoji u njemačkom i češkom (zapisuje se dvoslovom ch), ali ne u engleskom jeziku (osim u riječima iz škotskog kao loch).
Karakteristike su:
- po načinu tvorbe jest frikativ
- po mjestu tvorbe jest velarni suglasnik
- po zvučnosti jest bezvučan.